# فوروتا اوریبه
فوروتا اوریبه (به ژاپنی: 古田 織部 Furuta Oribe)؛ ۱۵۴۴ – ۴ ژوئیهٔ ۱۶۱۵ نام زمان تولد فوروتا شیگن‌ناری، دایمیو و استاد مراسم چای ژاپنی اهل ژاپن بود.